# Bisdom Larantuka
Het bisdom Larantuka (Latijn: Dioecesis Larantukana) is een rooms-katholiek bisdom met als zetel Larantuka, hoofdstad van de regentschap Oost-Flores, in Indonesië. Het bisdom is suffragaan aan het aartsbisdom Ende. 

## Geschiedenis
Het bisdom werd opgericht op 8 maart 1951, als het apostolisch vicariaat Larantuka, uit delen van de apostolisch vicariaten Isole della Piccola Sonda en Atambua. Op 3 januari 1961 werd het verheven tot bisdom. 

## Parochies
Het bisdom had in 2021 een oppervlakte van 3.751 km2 en telde 293.896 inwoners waarvan 83,6% rooms-katholiek was.

## Ordinarii

### Apostolisch vicarissen
- Gabriel Wilhelmus Manek (8 maart 1951 - 3 januari 1961)

### Bisschoppen
- Antoine Hubert Thijssen (3 januari 1961 - 23 februari 1973)
- Darius Nggawa (28 februari 1974 - 16 juni 2004)
- Franciscus Kopong Kung (16 juni 2004 - heden; coadjutor sinds 2 oktober 2001)

## Galerij van afbeeldingen

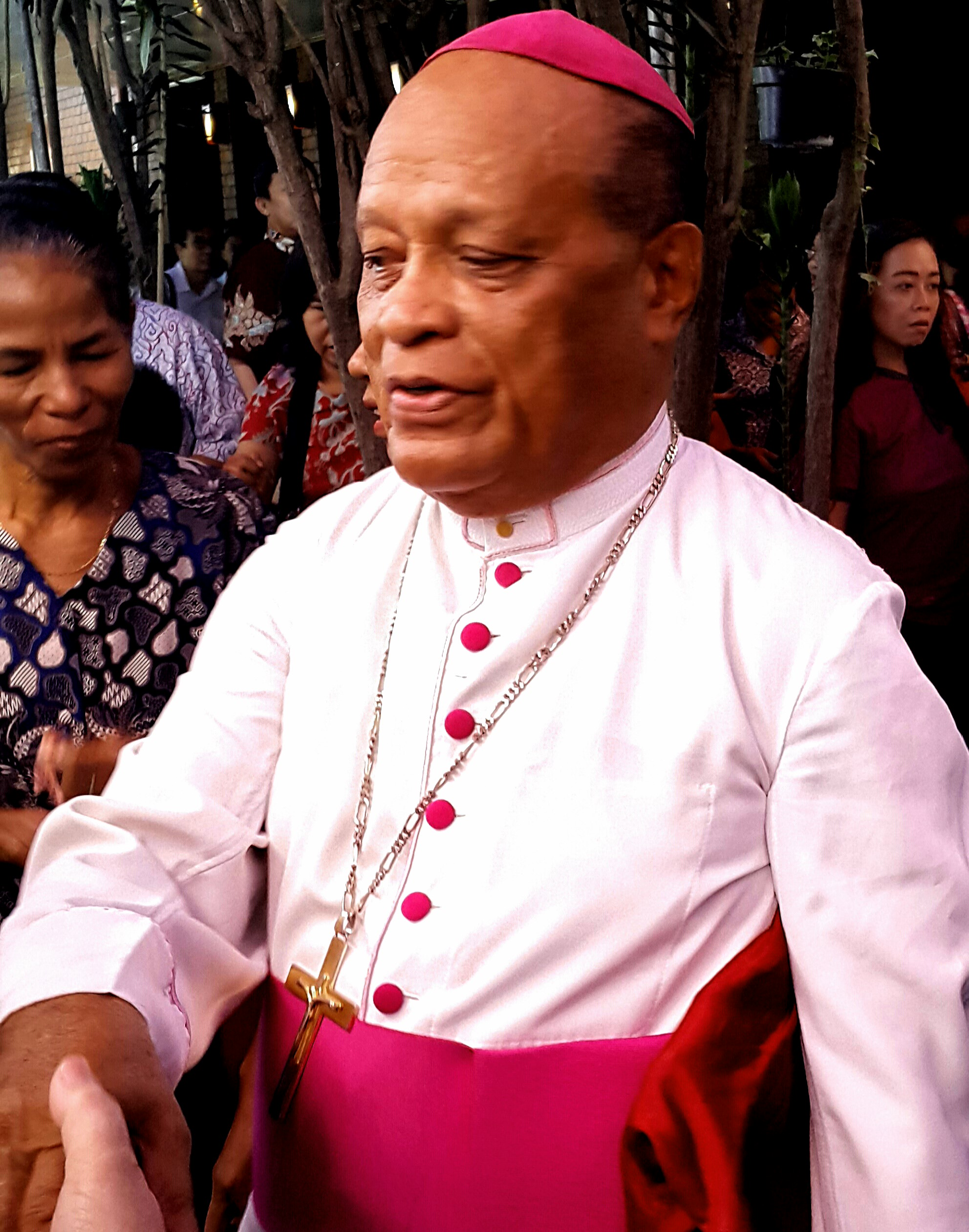
Bisschop Franciscus Kopong Kung (2004-heden)
Kerkprovincie met aartsbisdom en suffragane bisdommen

Ende (aartsbisdom) · Denpasar · Labuan Bajo · Larantuka · Maumere · Ruteng